# Château de La Roque-Baignard
Le château de La Roque-Baignard est une demeure qui se dresse sur le territoire de la commune française de La Roque-Baignard dans le département du Calvados, en région Normandie.
Le château et sa poterne d'entrée sont inscrits au titre des monuments historiques.

## Localisation
Le château, dominé par les bois de Bayeux, est situé au bord du ruisseau du Val-Richer, à 1 km au sud-ouest de la commune de La Roque-Baignard, dans le département français du Calvados.

## Historique
L'édifice actuel succède à plusieurs châteaux construits au même emplacement. Un premier castel remplacé par le chevalier Henri d'Aigneaux, détruit pendant la guerre de cent ans, et reconstruit presque aussitôt au XIVe siècle par jean De Vieux et Jehan Osmont dit Taupin. Depuis le Moyen Âge les terres de La roque étaient la possession de la famille Baignard et passèrent à la famille Labbey à la suite du mariage en 1510 de Catherine baignard avec Jehan Labbey, sieur d'Héroussard, devenant ainsi seigneur de La Roque.
Le château actuel est construit en 1577 par François Labbey et son père Jean, héritier de Catherine Baignard, dame de La Roque. Le domaine passe alors de père en fil, les Labbey le conservant pendant près de cinq siècles.
Le château est partiellement démoli en 1792, et restauré à partir de 1803 par Pierre Élie Marie Labbey de La roque (1753-1827), historien. En 1846, le domaine est vendu à Édouard Rondeaux. Sa fille et héritière, Juliette, épousa Paul Gide, et sont les parents d'André Gide, qui épousa sa cousine Madeleine Rondeaux. Au début du XXe siècle, André Gide morcelle le domaine et vend le château et une partie des fermes à Charles Mérouvel.

## Description
Le château, qui évoque le souvenir d'André Gide, comprend notamment un pavillon formant porche ainsi qu'un bâtiment latéral en brique et pierre.

## Protection
Le château et sa poterne d'entrée sont inscrits aux monuments historiques par arrêté du 14 mars 1944.

## Pour approfondir